# Lomas de la Loza
Lomas de la Loza är en ort i Mexiko.   Den ligger i kommunen León och delstaten Guanajuato, i den centrala delen av landet, 300 km nordväst om huvudstaden Mexico City. Lomas de la Loza ligger 1 846 meter över havet och antalet invånare är 656.
Terrängen runt Lomas de la Loza är platt åt sydväst, men åt nordost är den kuperad. Runt Lomas de la Loza är det mycket tätbefolkat, med 1 313 invånare per kvadratkilometer. Närmaste större samhälle är León de los Aldama, 14,4 km nordväst om Lomas de la Loza. Trakten runt Lomas de la Loza består till största delen av jordbruksmark.